# الكنيسة الرومانية الكاثوليكية
الكنيسة الكاثوليكية (باللاتينية: Ecclesia Catholica) وتُعرف أيضاً باسم الكنيسة الرومانية الكاثوليكية أو الرُّومِيَّة الكَثُلِكِيَّة أو الرُّوميَّة الكَثُلِيَّة (باللاتينية: Ecclesia Catholica Romana) كما تُعرف في بعض الأحيان باسم كنيسة الفاتيكان (باللاتينية: Ecclesia Vaticanae) هي أكبر الكنائس المسيحية، مع ما يقرب من 1.3 مليار كاثوليكي معمّد في جميع أنحاء العالم اعتباراً من عام 2016. رأسها هو البابا أسقف روما وبحسب تقليدها الكنسي خليفة بطرس تلميذ يسوع المسيح. لقبها الرسمي هو الكنيسة المقدسة الكاثوليكية الرسولية (باللاتينية: Sancta Ecclesia Catholica Apostolica). وباعتبارها «أقدم مؤسسة دولية تعمل باستمرار»، فقد لعبت دوراً بارزاً في تاريخ وتطور الحضارة الغربية. إلى جانب الكنيسة الأرثوذكسية الشرقية والبروتستانتية. تتألف الكنيسة الكاثوليكية من الكنيسة اللاتينية و23 كنيسة مستقلة في الشرق في شراكة كاملة معها، تعرف بالكنائس الكاثوليكية الشرقية. على مر القرون طورت الكنيسة الكاثوليكية منظومة لاهوتية معقدة وثبتت بنية إدارية فريدة تحكمها البابوية أقدم ملكية مطلقة مستمرة في العالم، وهي من بين أقدم وأكبر المؤسسات الدولية في العالم، ولعبت دورًا بارزًا في تاريخ الحضارة الغربية وتطورها. رئيسها الحالي هو البابا لاون الرابع عشر. وتقع الإدارة المركزية للكرسي الرسولي في مدينة الفاتيكان، داخل مدينة روما في إيطاليا.
يستند اللاهوت الكاثوليكي على قانون نيقية للإيمان. تعلم الكنيسة الكاثوليكية أنها الكنيسة الواحدة الجامعة المقدسة الرسوليَّة التي أسسها يسوع المسيح، وبأن أساقفتها هم خلفاء رسل يسوع، وأن البابا هو خليفة القديس بطرس وعليه مُنح الأسبقية من قبل يسوع المسيح. وتؤكد أنها تمارس الإيمان المسيحي الأصلي، وتحتفظ بالعصمة، وتنتقل من خلال التقاليد المقدسة. تعكس الكنيسة اللاتينية، والكنائس الكاثوليكية الشرقية الثلاثة والعشرون، إلى جانب الجماعات والأوامر الرهبانية المختلفة، مجموعة متنوعة من التأكيدات اللاهوتيَّة والروحيّة في الكنيسة.
من أسرارها السبعة هو سر القربان المقدس الرئيسي، والذي يُحتفل به من خلال الليتورجية في القداس. يتم تبجيل مريم العذراء في الكنيسة الكاثوليكية كثيوتوكس وملكة السماء، وتخص لها تكريماً في العقائد والإخلاصات. ويشمل تدريسها التقديس من خلال الإيمان والتبشير بالإنجيل وكذلك التعليم الاجتماعي الكاثوليكي، الذي يؤكد على الدعم التطوعي للمرضى والفقراء والمصابين من خلال أعمال الرحمة الجسدية والروحية. الكنيسة الكاثوليكية هي أكبر مؤسسة غير حكومية للتعليم والرعاية الصحية في العالم. أمّا القانون الكنسي للكنيسة الكاثوليكية فهو نظام القوانين والمبادئ التشريعية التي وضعتها وفرضتها السلطات الهرمية للكنيسة الكاثوليكية لتنظيم تنظيمها الخارجي وحكومتها ولتنظيم وتوجيه أنشطة الكاثوليك نحو رسالة الكنيسة. كان القانون الكنسي للكنيسة اللاتينية أول نظام قانوني غربي حديث، وهو أقدم نظام قانوني يعمل باستمرار في الغرب.
مثلت هذه الكنيسة القوة الروحية الأساسية في تاريخ الحضارة الغربية، وتقوم الكنيسة بإدارة المدارس والجامعات والمستشفيات والملاجئ ودور العجزة حول العالم، وهي أكبر مزود غير حكومي للتعليم والرعاية الصحية والاجتماعية في العالم. وكوَّن الكاثوليك في بعض الأقطار التي تسكنها غالبية كاثوليكية أحزابًا سياسية قوية. وكان للكنيسة الكاثوليكية أثر كبير في تاريخ أوروبا السياسي والثقافي والأدبي والفني. لقد أثرت الكنيسة الكاثوليكية على الفلسفة والثقافة والعلوم والقانون والفن الغربي. يعيش الكاثوليك في جميع أنحاء العالم من خلال البعثات والشتات والتحولات. الدينية منذ القرن العشرين، يعيش الغالبية في نصف الكرة الجنوبي بسبب العلمنة في أوروبا، وزيادة الاضطهاد في الشرق الأوسط.
تشاركت الكنيسة الكاثوليكية بالوحدة مع الكنيسة الأرثوذكسية الشرقية حتى الانشقاق بين الشرق والغرب في عام 1054، بسبب النزاع حول سلطة بابا روما، وكذلك مع الكنائس الأرثوذكسية المشرقية قبل الانشقاق الخلقيدوني في عام 451 بسبب الاختلافات في الكريستولوجيا. ونتج عن الإصلاح البروتستانتي من القرن السادس عشر انفصال الطوائف البروتستانتية.

## تسميتها

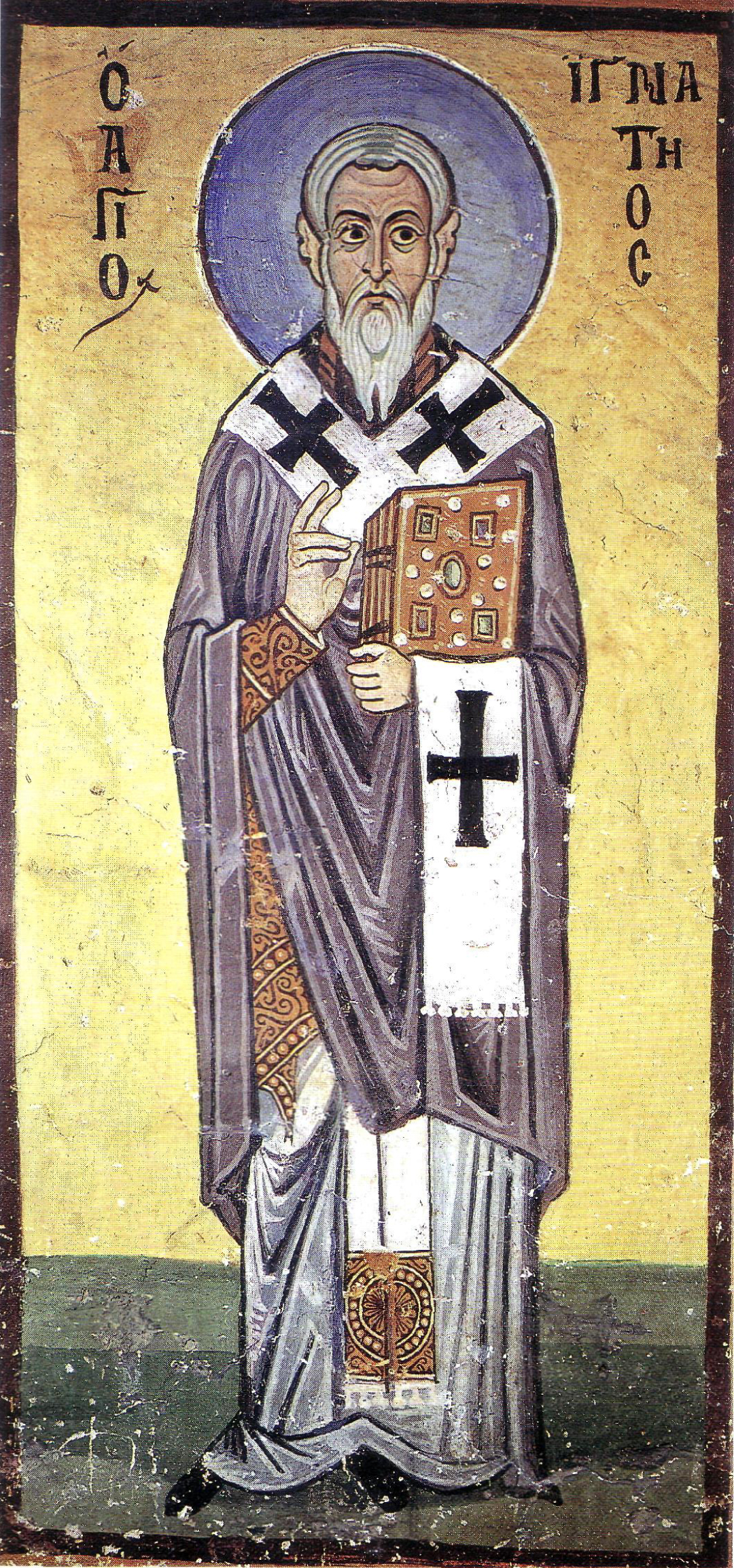
القديس إغناطيوس، بطريرك أنطاكية وأحد آباء الكنيسة الأوائل، وهو أول من استخدم تسمية «الكنيسة الكاثوليكية» أي الكنيسة الجامعة، وذلك في رسالته إلى أهل سميرنا.

إن عبارة «الكنيسة الكاثوليكية» تعني الكنيسة الجامعة، وهي واحدة من الصفات الأربعة للكنيسة وفق الإيمان المسيحي: واحدة، جامعة، مقدسة، رسولية. تُستخدم تسمية الكنيسة الكاثوليكية رسميًا في 
التعليم المسيحي للكنيسة الكاثوليكية، وفي القانون الكنسي الصادر عام 1983، وهو المجموعة الأساسية لقوانين الكنيسة اللاتينية. وكذلك في وثائق المجمع الفاتيكاني الثاني (1962–1965)، والمجمع الفاتيكاني الأول (1869–1870)، ومجمع ترنت (1545–1563)، والعديد من الوثائق الرسمية الأخرى.
استُخدمت عبارة الكاثوليكية (الجامعة) (باليونانية: καθολικός، رومنة: katholikos، ت.ح. 'universal') لأول مرة لوصف الكنيسة المسيحية في أوائل القرن الثاني. وأول استخدام معروف لعبارة الكنيسة الكاثوليكية (باليونانية: καθολικὴ ἐκκλησία، رومنة: katholikḕ ekklēsía) ظهر في رسالة القديس إغناطيوس الأنطاكي إلى سميرنا حوالي عام 110، حيث يقول في جزء من رسالته: «حيث يكون الأسقف هناك يجب أن تكون الرعية، وحيث يكون المسيح هناك تكون الكنيسة الكاثوليكية (الجامعة)». في محاضرات التعليم المسيحي لكيرلس الأورشليمي، استُخدمت عبارة الكنيسة الكاثوليكية لتمييز هذه الكنيسة عن المجموعات الأخرى التي كانت تتخذ اسم «الكنيسة» في ذلك الوقت. أكّد مرسوم سالونيكي عام 380 على فكرة الكاثوليكية، وهو المرسوم الذي أصدرهُ ثيودوسيوس الأول آخر حاكم لنصفي الإمبراطورية الرومانية، فجعلَ المسيحية دينًا رسميًا للدولة.
منذ الانشقاق العظيم عام 1054، اتخذت الكنيسة البيزنطية لقب «الأرثوذكسية» صفةً مميزةً لها، وفي عدة وثائق رسمية تعرّف نفسها باسم «الكنيسة الأرثوذكسية الجامعة (الكاثوليكية)». بينما اتّخذت الكنيسة اللاتينية في الغرب، والتي هيَ في شركة مع الكرسي الرسولي، صفة «الكاثوليكية» لتُميّزها. واحتفظت بهذا اللقب حتى الإصلاح البروتستانتي، فأصبح الذين انفصلوا عن تلك الشركة يعرفون بالبروتستانت (المحتجّين).
كانت عبارة «الكنيسة الرومانية» تُستخدم لوصف أبرشية روما التي يرأسها البابا، وذلك منذ سقوط الإمبراطورية الرومانية الغربية وحتى أوائل العصور الوسطى. لاحقًا، ومنذ الإصلاح البروتستانتي في القرن السادس عشر، أصبحت تسمية «الكنيسة الرومانية الكاثوليكية» في اللغة الإنجليزية تُطبّق على الكنيسة الكاثوليكية بأكملها. وأشار البعض للكنيسة اللاتينية باسم الكنيسة الرومانية الكاثوليكية لتمييزها عن الكنائس الكاثوليكية الشرقية. وقد ظهرت عبارة الرومان الكاثوليك أيضًا في بعض الوثائق التي أصدرها الحبر المقدس، وفي بعض المؤتمرات الأسقفية الوطنية والأبرشيات المحلية.

## تاريخها
يقوم الدين المسيحي على تعاليم يسوع المسيح، الذي عاش وبشّر في القرن الميلادي الأول في محافظة يهوذا في الإمبراطورية الرومانية. يقول اللاهوت الكاثوليكي إن الكنيسة الكاثوليكية الحالية امتداد واستمرار لهذا المجتمع المسيحي الأول الذي أسسه يسوع. انتشرت المسيحية في الإمبراطورية الرومانية المبكرة، على الرغم من الاضطهادات الناجمة عن الصراعات مع دين الدولة الوثني. أباح الإمبراطور قسطنطين المسيحية عام 313، ثم أصبحت دين الدولة عام 380. أمّا الغزاة الجرمانيون للأراضي الرومانية في القرنين الخامس والسادس، وقد كان كثير منهم متبعا للمسيحية الآريوسية، فقد اعتنقوا الكاثوليكية في النهاية ليحالفوا البابا والأديرة.
في القرنين السابع والثامن، أدّى الغزو الإسلامي المتوسع مع تقدم الإسلام إلى سيطرة العرب على حوض المتوسط، وهو ما قطع العلاقات بين هذه المنطقة وأوروبا الشمالية، وأضعف الروابط الثقافية بين روما والإمبراطورية البيزنطية. أدت الخلافات بشأن سلطة الكنيسة، وخصوصًا سلطة أسقف روما، إلى الانشقاق المعروف بين الشرق والغرب في القرن الحادي عشر، وبذلك انقسمت الكنيسة إلى كنيسة كاثوليكية وكنيسة أرثوذكسية. حدثت انشقاقات سابقة في الكنيسة بعد مجلس أفسوس (431) ومجلس خلقدون (451). ولكن، بقيت بعض الكنائس الشرقية متحدة بروما، وأعادت بعض أجزاء الكنائس اتحادها بروما في القرن الخامس عشر وبعده، وبذلك تأسس ما يسمى الكنائس الكاثوليكية الشرقية.
ساعدت الأديرة المبكرة في أرجاء أوروبا على الحفاظ على الثقافتين الكلاسيكيتين الإغريقية والرومانية. ثم أصبحت الكنيسة صاحبة أكبر نفوذ في الحضارة الغربية إلى العصر الحديث. رعت الكنيسة شخصيات كثيرة من عصر النهضة. ولكن القرن السادس عشر بدأ يشهد تحديات للكنيسة، لا سيما في مجال سلطتها الدينية، على يد شخصيات من الحركة الإصلاحية البروتستانتية، وكذلك القرن السابع عشر على يد مفكرين علمانيين تنويريين. في الوقت نفسه، نشر المستكشفون والمبشرون الإسبانيون والبرتغاليون نفوذ الكنيسة إلى إفريقيا وآسيا والعالم الجديد.
في عام 1870، أعلن المجمع الفاتيكاني الأول عقيدة عصمة البابا وضمّت مملكة إيطاليا مدينة روما، ودخلت الأجزاء الأخيرة من الولايات البابوية في المملكة الجديدة. في القرن العشرين، اضطهدت الحكومات المعادية لرجال الدين حول العالم، ومنها حكومات المكسيك وإسبانيا، آلاف رجال الدين والعلمانيين المتدينين وأعدمتهم. في الحرب العالمية الثانية، شجبت الكنيسة النازية، وحمت مئات آلاف اليهود من الهولوكوست، ولكن جهودها مع ذلك انتُقدت ووصفت بأنها غير كافية. بعد الحرب، قُيّدت حرية الدين بشدّة في البلدان الشيوعية المتحالفة حديثًا مع الاتحاد السوفييتي، وكان في بعضها عدد كبير من السكان الكاثوليك.
في ستينيات القرن العشرين، أدّى المجمع الفاتيكاني الثاني إلى إصلاحات في قداسات الكنيسة وشعائرها، وصفها المدافعون عنها بأنها «فتح للنوافذ»، ولكن الكاثوليكيين التقليديين انتقدوها. أمام تزايد الانتقاد الداخلي والخارجي، رفعت الكنيسة وأكّدت مرارًا آراءها المثيرة للجدل بشأن الجِماعية والجندر، ومنها تحديد رجال الدين بالذكور، وأحكام أخلاقية ضد الإجهاض ومنع الحمل والجماع خارج الزواج، والزواج مرة أخرى بعد الطلاق من دون إبطال للزواج الأول، وضد زواج المثليين أيضًا.

### الفترة الرسولية والبابوية
يسجّل العهد الجديد، بأناجيله الأربعة خصوصًا، أفعال يسوع وتعاليمه، وتعيينه للرسل الإثني عشر وإرساليته الكبرى للرسل، وأمره لهم بالاستمرار في التبشير. يروي سفر أعمال الرسل قصة تأسيس الكنيسة المسيحية ونشر رسالتها في الإمبراطورية الرومانية. تقول الكنيسة الكاثوليكية إن تبشيرها العلني بدأ في يوم العنصرة، بعد خمسين يومًا من قيامة المسيح حسب اعتقادها. في يوم العنصرة، يُعتقَد أن الرسل تلقّوا الروح القدس، وأنه هيّأهم لمهتهم في قيادة الكنيسة. تعلّم الكنيسة الكاثوليكية أن جمعية الأساقفة، بقيادة أسقف روما، هم خلفاء الرسل.
في رواية اعتراف بطرس الموجودة في إنجيل متى، يجعل المسيح بطرس «الصخرة» التي ستقوم عليها كنيسته. تعتبر الكنيسة الكاثوليكية أسقف روما، البابا، خليفة للقديس بطرس. يقول بعض الباحثين إن بطرس كان أسقف روما. ويقول آخرون إن فكرة البابوية ليست قائمة على أن بطرس كان أسقف روما ولا على وجوده في روما أصلًا. يعتقد كثير من العلماء أن بنية الكنيسة التي تحوي جمعًا من الأساقفة أو الشيوخ استمرت في روما إلى أواسط القرن الثاني الميلادي، ثم اعتُمدت بنية وحدة الأسقف وتعدد الشيوخ، وأن الكتاب اللاحقين عندما أرّخوا الفترة الأولى، كانوا يسمّون أبرز أعضاء رجال الدين «أسقف روما»، ولذلك سمي بطرس نفسه أسقف روما. على هذا الأساس، يشكك أوسكار كولمان، وهنري تشادويك وبارت إرمان في وجود رابط رسمي بين بطرس والبابوية الحديثة. يقول رايموند براون أيضًا إنه من المتناقض تاريخيًّا أن نصف بطرس بأنه أسقف روما، بل الأدق أن المسيحيين في ذلك الزمن كانوا يرون أن بطرس «له أدوار ستشارك بعد ذلك مشاركة جوهرية في تطور دور البابوية والكنيسة اللاحقة». هذه الأدوار، حسب براون، «شاركت مشاركة عظيمة في إنشاء منصب أسقف روما، أسقف المدينة التي مات فيها بطرس وشهد فيها بولس حقيقة المسيح، وفيها جعل هذا المنصب خلافة للكنيسة أجمع».

### العصور القديمة والإمبراطورية الرومانية
سهّلت الظروف في الإمبراطورية الرومانية انتشار أفكار جديدة. سهّلت شبكة الطرق والمجاري المائية في الإمبراطورية السفر، وجعلت فترة باكس رومانا السفر آمنًا. شجّعت الإمبراطورية نشر ثقافة مشتركة مع الجذور الإغريقية، وهو ما أتاح سهولة التعبير عن الأفكار وسهولة فهمها.
ولكن خلافًا لمعظم الأديان في الإمبراطورية الرومانية، فرضت المسيحية على كل معتنقيها رفض كل الآلهة الأخرى، وهو أمر تبنّته من اليهودية. اقتضى رفض المسيحيين للمشاركة في المهرجانات الوثنية ألا يشاركوا في قسم واسع من الحياة العامة، وهو ما جعل غير المسيحيين -ومنهم سلطات الحكومة- يخافون من أن المسيحيين يغضبون الآلهة، ومن ثم يهددون سلام الإمبراطورية وازدهارها. كانت الاضطهادات الناتجة عن ذلك خصيصة تعريفية في فهم المسيحية لنفسها، إلى أن أُبيح اعتناق المسيحية في القرن الرابع.
في عام 313، أصدر الإمبراطور قسطنطين الأول مرسوم ميلان وأباح فيه المسيحية، ثم في عام 330، نقل قسطنطين عاصمة الإمبراطورية إلى القسطنطينية، في إسطنبول اليوم. في عام 380، جعل مرسوم سالونيك المسيحية النيقية كنيسة الدولة في الإمبراطورية الرومانية، وهو أمر استمر في المناطق المتقلّصة للإمبراطورية البيزنطية، إلى أن سقطت الإمبراطورية نفسها مع سقوط القسطنطينية عام 1453، وكانت الكنائس في الأماكن الأخرى مستقلة عن الإمبراطورية، وهو ما اتّضح مع الانقسام بين الشرق والغرب. في فترة المجالس المسكونية السبعة، نشأت خمسة كراسي أساسية، ورُسّم ترتيب جديد في أواسط القرن السادس، رسّمه الإمبراطور جستينيان الأول، هو البطريركيات الخمس، وهي روما والقسطنطينية وأنطاكية والقدس والإسكندرية. في مجلس خلقدون عام 451، في قانون اختُلف في صلاحه، رُفع كرسي القسطنطينية ليصبح «الثاني في الرفعة والسلطة بعد روما». من نحو عام 350 إلى نحو عام 500، زاد أساقفة روما أو البابوات باستمرار سلطتهم بتدخلهم المستمر في دعم القادة الأرثوذكسيين في الخلافات اللاهوتية، وهو ما شجّع الاحتكام إليهم. أسس الإمبراطور جستينيان تحت بعض مناطقه نوعًا من الجمع بين السلطتين الدينية والعلمانية، وكان له في هذا النظام «الحق في تقنين أدق تفاصيل العبادة والسلوك، وفي إقرار الآراء اللاهوتية التي على الكنيسة الاعتقاد بها»، وأعاد جستينيان السلطة الإمبريالية على روما وأجزاء أخرى من الغرب، ليؤسس فترة سميت البابوية البيزنطية (537–752) كان فيها أساقفة روما، أو البابوات، مضطرين إلى أخذ موافقة الإمبراطور في القسطنطينة أو موافقة ممثليه في رافينا لكي يعيَّنوا، وكان الإمبراطور يختار معظمهم من محكوميه الناطقين بالإغريقية، وهو ما أدى إلى «بوتقة انصهار» للتراثين الشرقي والغربي في الفن، وفي القداسات أيضًا.

### أواخر العصور القديمة
بعد تدمير الإمبراطورية الرومانية الغربية، كانت المسيحية الغربية عاملاً رئيسياً في الحفاظ على الحضارة الكلاسيكية، الفن الكلاسيكي ومحو الأمية وخاصة. كان بنديكت السادس عشر من نورسيا (c.480 -543) قد أسس الرهبنة الغربية وبدأ لها تأثير هائل على الثقافة الأوروبية عن طريق الاستيلاء على التراث الروحي للكنيسة الرهبانية في وقت مبكر. خلال هذه الفترة، أصبحت أيرلندا مركزاً للتعلم والتبشير في وقت مبكر وساهمت بانتشار المسيحية في جميع أنحاء قارة أوروبا.

### خلال العصور الوسطى
كان للكنيسة الكاثوليكية تأثير على الحضارة الغربية من العصور القديمة إلى العصور الحديثة. خلال عصر النهضة اشتهر العديد من الناس مثل رافاييل، مايكل أنجلو، ليوناردو دافينشي، بوتيتشيلي، انجيليكو فرا، تينتوريتو، تيتيان، برنيني وكارافاجيو وغيرهم من الفنانين الذين رعتهم الكنيسة. الرهبان الكاثوليك عملوا نوتات موسيقية من أجل تلحين القداس في جميع أنحاء الكنيسة مما ساعد على تطوير الموسيقى والتلحين وأدى هذا التقليد الكنيسة برعاية مباشرة إلى نشوء وتطور الموسيقى الكلاسيكية الأوروبية ومشتقاته كثيرة.
قام القديسان فرنسيس الأسيزي ودومينيك دي غوزمان خلال القرن الثالث عشر بتأسيس الكثير من المؤسسات الصحية والتعليمية وغيرها من المؤسسات الاجتماعية. وساهموا في الناحية الفكرية أيضاً.

## إيمانها
تشترك الكنيسة الرومانية الكاثوليكية بالمعتقدات الدينية الأساسية نفسها للكنائس المسيحية الأخرى، خصوصاً الكنائس الأرثوذكسية الشرقية والمشرقية. بما في ذلك قبول تعاليم الكتاب المقدس (بحسب فهمها له) وقبول العقائد المقررة في المجامع الكنسية خلال القرون الميلادية الأربعة الأولى (نيقية 325 والقسطنطينية 381 و مجمع أفسس 431). على ذلك فلعقيدة الخلافة الرسولية أهمية عظمى في الإيمان الكاثوليكي، لأنها تؤكد أن البابا (ممثل المسيح على الأرض) والأساقفة يمتلكون – بدرجات مختلفة – السلطة الروحية التي وهبها يسوع لتلاميذه. فما يقرره البابا منفرداً أو مع بقية أساقفته في المجامع الكنسية يعتبر معصوماً عندما يتعلق بقضايا التعليم العقائدي أو الأخلاقي.
التعاليم الجوهرية للكنيسة الكاثوليكية هي: حقيقة وجود الله، اهتمام الله بالكائن البشري الذي يستطيع بدوره الدخول في علاقة مع الله (عن طريق الصلاة)، الثالوث، لاهوت يسوع المسيح، خلود أرواح جميع البشر، كل إنسان مسؤول عن أعماله الخاصة وسيكافئ عنها بعد موته بالملكوت أو الجحيم، قيامة الموتى، تاريخية الإنجيل والتكليف الإلهي للكنيسة. وتنفرد الكنيسة الرومانية الكاثوليكية بعقائد خاصة كالمطهر والعصمة البابوية والحبل بلا دنس وغيرها.
تعلم الكنيسة أن الدافع الرئيسي للسلوك الأخلاقي يجب أن يكون محبة الله. وأن لا شيء مما خلقه الله هو شرير بذاته ولكن يمكن أن يستخدم في خدمة الشر. وفيما يتعلق بغير الكاثوليك فأن الله قد جعل في كل شخص القدرة على بلوغ الخلاص، فقط إن تمسك بالخير الذي يعلمه إياه إيمانه بغض النظر عن جهله. ولكن هؤلاء الذين يداومون على مايعتبرونه شراً سوف يلعنون، ومن بينهم الأشخاص الذين يقاومون الكنيسة وهم يعلمون بأنها الكنيسة الوحيدة الحقيقية.
تعتقد الكنيسة بوجود نوعين من الخطايا: خطايا أو زلات عرضية وخطايا خطرة تعرف بالخطايا السبع المميتة

## العبادة
تعتقد الكنيسة بأنها تمتلك نظام يسمح لها بنقل نعمة الله مباشرة للبشرية بما يعرف بأسرار الكنيسة. فيمارس الكاثوليكي العادي سر التوبة والاعتراف (مرة واحدة على الأقل في السنة) الإفخارستيا (على الأقل زمن عيد القيامة)، ويعتبر هذا السر مركز العبادة الجماعية بما يعرف بالقداس. وللصلوات الخاصة والتأمل أيضاً أهمية كبيرة، وينتظر من كل مؤمن أن يكرس يومياً بعضاً من وقته للصلاة التي هي أكثر من مجرد طلب للخيرات. والكنيسة تقبل طرق مختلفة للصلاة (المسبحة الوردية والرياضات الروحية...إلخ)، يعتبر إنكار الذات جزءاً مهماُ فيها.

## تنظيم الكنيسة
يوجد داخل الكنيسة الكاثوليكية مجموعة من التقاليد الكنسية، فإلى جانب التقليد الروماني اللاتيني الذي ينتمي له غالبية الكاثوليك، تحتضن الكنيسة الكاثوليكية خمسة تقاليد شرقية تتبعها كنائس كاثوليكية شرقية ومشرقية. جميع هذه التقاليد والمرجعيات لها تنظيمها الخاص وقيادتها الذاتية تحت سلطة البابا، وهي محمية من أي محاولة لتحويلها للتقليد اللاتيني.
| تقاليد الكنائس الكاثوليكية الشرقية والمشرقية | تقاليد الكنائس الكاثوليكية الشرقية والمشرقية     | تقاليد الكنائس الكاثوليكية الشرقية والمشرقية                                     |
| التقليد                                      | مثال                                             | ملاحظة                                                                           |
| -------------------------------------------- | ------------------------------------------------ | -------------------------------------------------------------------------------- |
| التقليد البيزنطي                             | كنيسة الروم الملكيين الكاثوليك                   | تتشارك به مع الكنائس الأرثوذكسية الشرقية (التي لا تتبع روما).                    |
| التقليد الأنطاكي                             | الكنيسة المارونية والكنيسة السريانية الكاثوليكية | هو أيضاً تقليد الكنيسة السريانية الأرثوذكسية (التي لا تتبع روما).                 |
| التقليد الإسكندري                            | الكنيسة القبطية الكاثوليكية                      | هو أيضاً تقليد الكنيسة القبطية الأرثوذكسية (التي لا تتبع روما).                   |
| التقليد الكلداني                             | الكنيسة الكلدانية الكاثوليكية                    | هو أيضاً تقليد الكنيسة النسطورية (التي لا تتبع روما).                             |
| التقليد الأرمني                              | الكنيسة الأرمنية الكاثوليكية                     | تتشارك به مع الكنيسة الأرمنية الرسولية الأرثوذكسية المشرقية (التي لا تتبع روما). |

بغض النظر عن الكنائس الكاثوليكية الشرقية والمشرقية والإرساليات، تنتظم الكنيسة الكاثوليكية في أبرشيات (مفردها أبرشية) يرأسها أسقف يعين بشروط خاصة من قبل البابا. وتتألف كل أبرشية من مجموعة رعيات تمتلك كل واحدة منها كنيسة أو مبنى للصلاة وقسيس. يدير البابا الأساقفة بشكل أساسي عن طريق تشريع عام، وتنشغل حكومته المؤلفة من ثلة من الكرادلة بأمور ذات أهمية عامة، كالإرساليات والعلاقات الدولية.
تتقاطع مع الحدود الأبرشية تنضيمات رهبانية للرجال والنساء، يكون مجال عملها الحياة الديرية والأنشطة غير الرعوية وأيضاً في المدارس. وتدير الجماعات الرهبانية عادةً إرساليات في الخارج ومستشفيات ومؤسسات تعليمية مختلفة المستويات. ويعتمد أعضاءها بشكل رئيسي على المعونات، بينما يعتاش قساوسة الكنائس المحلية من رواتب ثابتة يحددها الأسقف. والسواد الأعظم من رجال الدين الكاثوليك هم من القساوسة، يدربون عادة من أربع إلى ست سنوات في معاهد لاهوتية تتبع أبرشية المنطقة أو جماعة رهبانية أو الفاتيكان. لا يسمح لرجال الدين الكاثوليك بالزواج (مع وجود استثناءات في الكنائس الكاثوليكية الشرقية والمشرقية التي تبيح زواج الكهنة).

## تعداد

نسبة الكاثوليك في كل دولة حول العالم

لا يوجد إحصائية عالمية محددة لعدد الكاثوليك في العالم وذلك مع وجود معايير مختلفة لتحديد عضوية أو هوية الكاثوليكي. ومع ذلك فمن المقدر أن نسبة الكاثوليك بين جميع الكنائس المسيحية تبلغ النصف، مما يجعل الكنيسة الكاثوليكية أكبر الجماعات أو الطوائف الدينية في المسكونة بعدد أتباع يتجاوز المليار مؤمن موزعين على الشكل الآتي (بحسب إحصائية 2005):
- الأمريكيتين: 49.8 % من كاثوليك العالم (تقريباً 541 مليون).
- أوروبا: 25.8 % من كاثوليك العالم (تقريباً 282 مليون).
- أفريقيا: 13.2 % من كاثوليك العالم (تقريباً 143 مليون).
- آسيا: 10.4 % من كاثوليك العالم (تقريباً 113 مليون).
- أوقيانوسيا: 0.8 % من كاثوليك العالم (تقريباً 9 مليون).

## مواضيع ذات صلة
- الكاثوليكية
- الوصايا العشر في اللاهوت الكاثوليكي
- أغنيس ماري منصور
- الصلاة في الكنيسة الكاثوليكية

## وصلات خارجية
- الكنيسة الرومانية الكاثوليكية على موقع الموسوعة البريطانية (الإنجليزية)
- الكنيسة الرومانية الكاثوليكية على موقع الموسوعة البريطانية (الإنجليزية)
- الموقع الرسمي للفاتيكان